# Кернах мак Конгалайг
Кернах мак Конгалайг (др.‑ирл. Cernach mac Congalaig; умер в 818) — король Наута (Северной Бреги) и всей Бреги (812—818) из рода Сил Аэдо Слане.

## Биография
Кернах был одним из сыновей правителя Наута и короля всей Бреги Конгалаха мак Конайнга, погибшего в 778 году. Он принадлежал к Уи Хонайнг, одной из двух основных ветвей рода Сил Аэдо Слане.
Кернах мак Конгалайг унаследовал престол Наута в 812 году, после смерти своего брата Фланна. Одновременно он получил и титул короля всей Бреги. Первоначально семейные владения Уи Хонайнг располагались к северу от реки Лиффи, однако к первой половине IX века территория Северной Бреги была расширена за счёт завоевания земель кианнахтов, лежавших к югу от Бойна. Резиденция правителей Наута находилось на территории одноимённого древнеирландского кургана.
Ко времени правления Кернаха мак Конгалайга относится возобновление брегских междоусобиц, угасших в последней трети VIII века из-за угрозы со стороны верховного короля Ирландии Доннхада Миди из рода Кланн Холмайн. Соперниками Кернаха были правители королевства Лагор (Южной Бреги) из рода Уи Хернайг. По свидетельству ирландских анналов, в 817 году подвластные Кернаху Кианнахты вступили в бой с лагорцами, в котором потеряли много воинов убитыми.
Кернах мак Конгалайг скончался в 818 году. В записях об этом событии в «Анналах Ульстера» он назван «королём Кногбы» (лат. rex Cnodhbai). Это первое по времени упоминание этого титула в средневековых исторических источниках в отношении королей Бреги.
После Кернаха мак Конгалайга престол Наута и титул короля всей Бреги унаследовал его брат Куммасках.